# Erythemis peruviana
Erythemis peruviana, também chamada de libélula-gavião-da-lagoa, é uma espécie de libélula do gênero Erythemis. Esta espécie foi descrita e nomeada pela primeira vez por Jules Pierre Rambur.

## Distribuição e Habitat

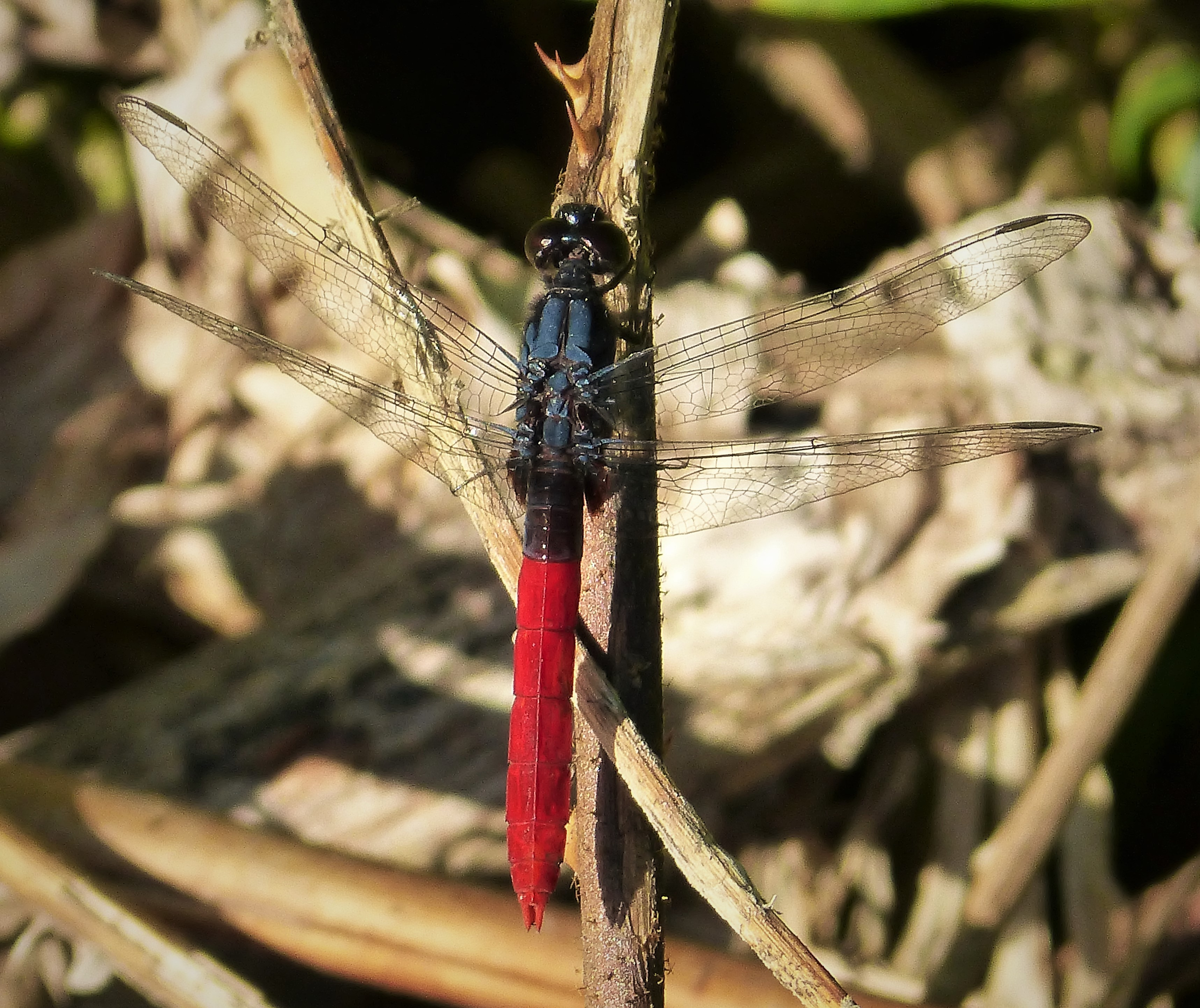
um Erythemis peruviana macho, fotografado em Gamboa, Panamá

Erythemis peruviana possui uma ampla distribuição geográfica, ocorrendo em regiões da América do Norte, América Central e América do Sul. No Brasil, a espécie está presente em diversos estados, abrangendo áreas das regiões Norte (Amazonas, Amapá, Roraima, Pará), Nordeste (Maranhão, Ceará, Paraíba, Pernambuco, Alagoas, Sergipe, Bahia), Centro-Oeste (Goiás, Mato Grosso, Mato Grosso do Sul), Sudeste (Minas Gerais, Espírito Santo, Rio de Janeiro, São Paulo) e Sul (Rio Grande do Sul).

## Estado de Conservação
De acordo com as avaliações mais recentes feitas pelo Instituto Chico Mendes de Conservação da Biodiversidade (ICMBio), não há evidências de ameaças significativas que possam levar Erythemis peruviana a um risco iminente de extinção. Devido à sua ampla distribuição e ausência de fatores críticos de declínio populacional, a espécie foi classificada como Menos Preocupante (LC) na lista de conservação.